# Le Tournoi (Révoil)
Le Tournoi est un tableau peint par Pierre Révoil en 1812. Œuvre majeure de l'artiste, elle est une de ses tentatives les plus abouties pour faire une reconstitution la plus précise possible du passé. Elle représente une célèbre légende de l'histoire de Bertrand Du Guesclin lors d'un tournoi où il aurait anonymement vaincu tous ses adversaires, le tableau décrivant la situation finale, au moment où son identité est révélée.
Pleinement représentante du style troubadour, la toile n'a pas obtenu un grand succès critique à cause d'un souci de la reconstitution jugé excessif et d'un arrière-plan volontairement mis dans l'ombre.
Le tableau est donné par Pierre Révoil au musée des Beaux-Arts de Lyon entre 1812 et 1815.

## Contexte de conception
La peinture de style troubadour, dont Révoil était un grand représentant, porte une attention pointue au détail historique, à la recherche d'informations ou de sources fiables.
Révoil pousse ce souci très loin pour la composition de ce tableau. Il étudie en premier lieu sa riche collection d'objets et d’ouvrages médiévaux personnels, dont un olifant, conservé maintenant au musée du Louvre, pour représenter celui du héraut du tableau. Il consulte plusieurs manuscrits enluminés à la Bibliothèque nationale ; notamment le Livre des tournois de René d'Anjou dont il recopie dans un carnet plusieurs enluminures de Barthélémy d'Eyck.
Le choix du sujet, selon Élisabeth Hardouin-Fugier et Étienne Grafe, est également dicté par la position de l'auteur, qui doit son poste à l'Empire. Il glorifie ainsi un homme du peuple, qui doit ses réussites à son courage.

## Sujet historique
Le tableau met en scène Bertrand Du Guesclin, lors d'un tournoi à Rennes en 1337 organisé par le sire Renaud et le seigneur de Léon. Bertrand Du Guesclin, interdit de tournoi par son père, participe tout de même incognito à celui-ci. Après avoir vaincu plusieurs adversaires, il est finalement découvert lorsqu'un de ces adversaires soulève la visière de son heaume. 
Même si la source historique de ce tableau n'est pas certaine, Pierre Révoil se serait vraisemblablement inspiré de L'Histoire de Bertrand Du Guesclin de Guyard de Berville.

## Description

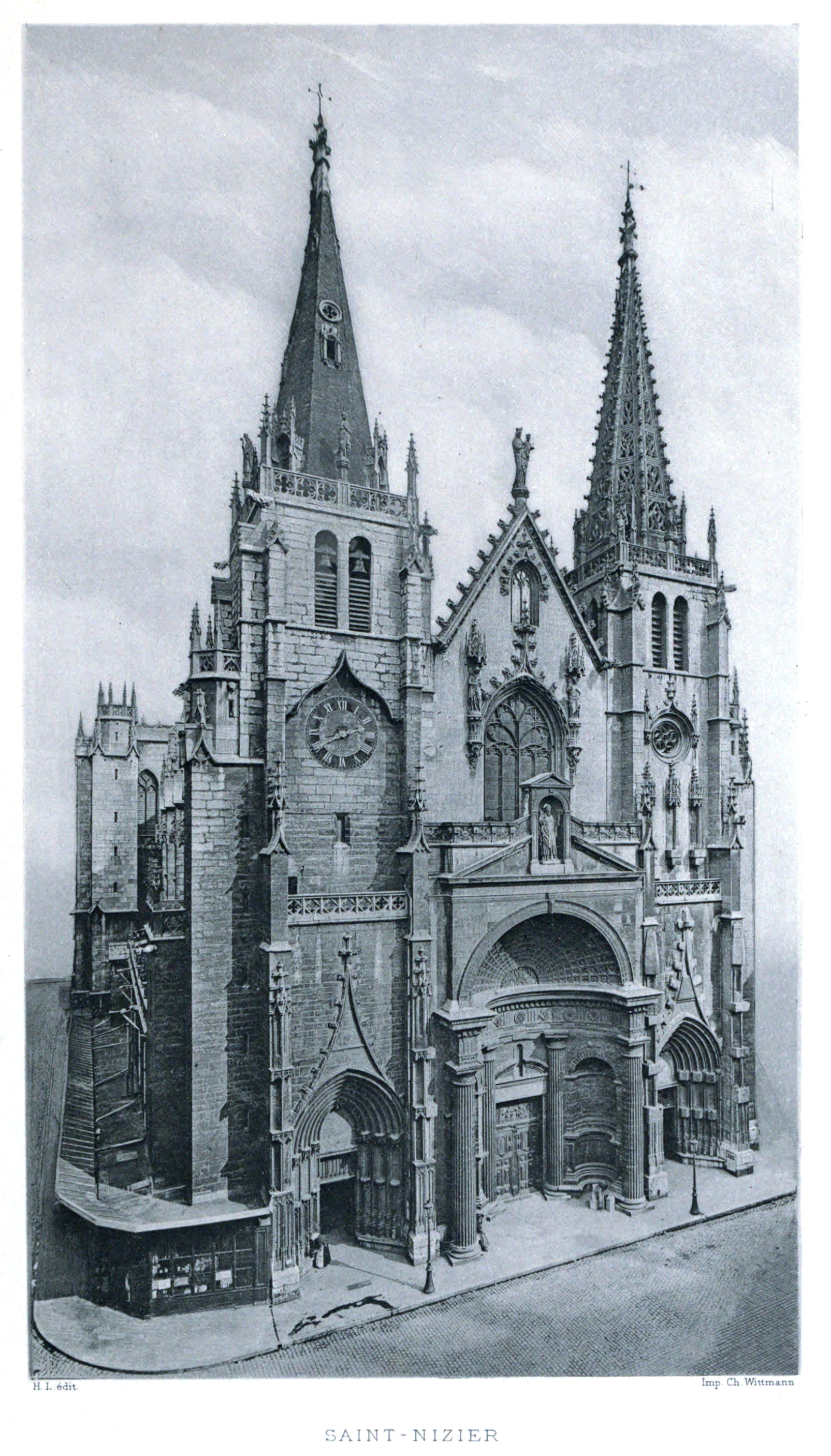
L'église Saint-Nizier de Lyon, a servi de modèle à Revoil : elle est partiellement visible à gauche dans Le Tournoi.

Le tableau présente Bertrand du Guesclin au moment où son dernier adversaire, qu'il vient de vaincre, parvient à soulever son heaume qu'il avait gardé baissé tout au long du tournoi pour conserver l'anonymat. Sur l'avant à droite, un héraut d'armes proclame le nom du vainqueur, tandis que deux pages rassemblent les tronçons de lances précédemment brisées. 
Sur l'arrière, trois loges accueillent les personnages importants. Celle du centre abrite les quatre juges du tournoi : Rohan, Saint-Pern, Chatelbrian et Beaumanoir. L'un d'eux soulève le prix du tournoi, un cygne en argent. La duchesse de Bretagne se tient dans la loge de gauche. 
A l'extrême gauche, au pied d'une église, se trouve la foule des combattants. L'église représentée est celle de Saint-Nizier de Lyon, que connait bien l'auteur.
Au premier plan, les deux poteaux portent les armoiries des chevaliers tenants, et des bannières proclamant la devise suivante : « à biaux faicts, biaux loz », soit « à belles actions, belles louanges ».
Ce tableau constitue l’une des tentatives les plus abouties de reconstitution presque archéologique du passé de Révoil. Il s’inspire ici de manuscrits médiévaux enluminés ou d’objets de sa propre collection, comme l’olifant dans lequel souffle le héraut d’armes, une pièce d’Italie du sud de la fin du IIe siècle.

### Style
Ce tableau exprime pleinement la vogue de la peinture troubadour, dont les principaux représentants sont d'origine lyonnaise. Il « traduit, par la précision de l'étude documentaire, le fini du détail et les tons vifs, le renoncement au grand style néo-classique. Le sublime est abandonné au profit du pittoresque, traité dans la tradition hollandaise mais emprunté à l'histoire médiévale ».

## Réception et postérité
L'accueil du tableau au salon est assez mitigé. Plusieurs commentateurs sont gênés par la minutie extrême des détails, et par un second plan où les personnages et objets ne se détachent pas assez les uns des autres. « Ce même reproche quant à une couleur supposée terne se répètera au fil des commentaires ultérieurs de l'œuvre, sans en saisir l'ambition, contemporaine de celle des nazaréens, de chercher à retrouver en quelque sorte l'esprit de la peinture médiévale ».
Il est considéré à présent comme un des tableaux majeurs de la période troubadour, que ce soit pour sa précision du détail ou par ces coloris acides.

### Expositions
Le tableau a été présenté dans un certain nombre d'expositions :
- 1812, Paris, Salon, n° 762
- 1989, Florence, Museo Nazionale del Bargello, Arti del Medio Evo e del Rinascimento, omaggio ai Carrand 1889-1989, n° 10, p. 14 * 1989-1990, Lyon, n° 81, p. 122
- 1993, Tokyo, Romantic soul, n° 4-30
- 1996-1997, Vienne, n° 2.91, notice de M. Frodl, vol. 2, p. 342
- 2007, Lyon, « L'esprit d'un siècle, Lyon 1800-1914 », n° 37, p. 188.
- 2014, Lyon, « L'invention du passé. Histoires de cœur et d'épée en Europe, 1802-1850 »

### Sources bibliographiques
- F. A., Notice des tableaux du musée de la ville de Lyon, Lyon, Pelzin, 1815.
- Charles-Paul Landon, Salon de 1812, t. II, Paris, Imprimerie de Chaigneau aîné, 1812, p. 102-103.

### Ouvrages d'art et articles anciens
- J. Gaubin, « Pierre Révoil », Revue du Lyonnais, t. V, 1852, p. 240-241
- C. Martin-Daussigny, Éloge historique de Pierre Révoil, Lyon, 1842, p. 22-23
- J.B. Monfalcon, Histoire de Lyon, Lyon, 1847, t. 2, p. 1098

### Ouvrages de référence
- Stephen Bann (dir.) et Stéphane Paccoud (dir.), L'Invention du Passé. Histoires de cœur et d'épée en Europe 1802-1850, t. II, Paris, musée des Beaux-Arts de Lyon et Hazan (éditeurs), coll. « Catalogues d'exposition », 23 avril 2014, 320 p. (ISBN 978-2-7541-0760-0 et 2754107606, BNF 43829187).
- (en) Chris Brooks, The Gothic Revival, Londres, Phaidon, 1999, p. 148.
- Marie-Claude Chaudonneret, Fleury Richard et Pierre Révoil, la peinture troubadour, Paris, Arthena, 1980, 217 p. (BNF 34677529), p. 132-133.   — avec une bibliographie détaillée, repr. pl. 4.
- Marie-Claude Chaudonneret, La Nouvelle-Orléans, New York, Cincinnati, 1996-1997, p. 68.
- Louis-Antoine Prat, Dessins romantiques français, Éditions des musées de la ville de Paris, 2001. .
- François Pupil, Le Style troubadour ou la Nostalgie du bon vieux temps, Nancy, Presses universitaires de Nancy, 1985, 560 p. (ISBN 2-86480-173-6, BNF 34836102, lire en ligne), p. 61-62.
- (en) Robert Rosenblum et H.W. Janson, 19th-century art, Pearson, 2005 (1re éd. 1984) (ISBN 0-13-189562-1), p. 71.